# 札幌市立本通小学校
札幌市立本通小学校（さっぽろしりつほんどおりしょうがっこう）は、北海道札幌市白石区にある市立小学校。本通ではなく、平和通沿いにあり住所と学校名は一致しない。
卒業後の進路は、多くが札幌市立柏丘中学校へ進学する。

## 沿革
- 1963年（昭和38年）
  - 7月1日 - 長浜万蔵・阿部敏雄氏の土地を購入。そこを校地と定め、地鎮祭を行う。
  - 12月20日 - 校名を札幌市立本通小学校と制定する。
- 1964年（昭和39年）
  - 1月20日 - 札幌市立白石小学校、札幌市立本郷小学校より児童が移籍。開校式を挙行。
  - 4月6日 - 第1回入学式と最初の始業式挙行。この時点の学級数13・児童数670名。
  - 9月12日 - グラウンド造成工事完了。
  - 10月13日 - 校歌完成。
- 1968年（昭和43年）1月20日 - 給食室改良工事が完成し、親子給食開始。
- 1970年（昭和45年）8月25日 - 校舎増築工事完了
- 1971年（昭和46年）5月30日 - 「愛の鐘」設置。
- 1973年（昭和48年）7月1日 - 開校10周年記念式典挙行し、祝賀会開催。
- 1976年（昭和51年）3月24日 - 新設された札幌市立平和通小学校へ、5年生以下の児童が移籍。
- 1981年（昭和56年）
  - 6月21日 - 寄託図書室開館。
  - 8月12日 - 温室設置完了。
- 1983年（昭和58年）10月29日 - 開校20周年記念式典挙行し、祝賀会開催。協賛会より、観察池・藤棚等諸施設が寄贈される。
- 1987年（昭和62年）
  - 12月7日 - 横山食品より児童用図書寄贈。
  - 12月16日 - 新館屋上フェンス取り付け工事。
- 1988年（昭和63年）
  - 2月1日 - 新館校舎完成。
  - 9月19日 - グラウンド造成工事終了。
- 1992年（平成4年）8月24日 - 本館窓枠をアルミサッシに取替。
- 1994年（平成6年）
  - 2月15日 - 体育館改築工事完了。
  - 2月16日 - 開校30周年及び体育館落成記念の両式典挙行し、開校30周年祝賀会開催。
- 1995年（平成7年）7月28日 - 校地まわり外柵工事。
- 1996年（平成8年）7月29日 - プール完成。
- 1999年（平成11年）3月10日 - コンピュータ室完成。
- 2000年（平成12年）5月29日 - 本校舎軒下「側溝（U字溝）」布設工事。
- 2002年（平成14年）4月1日 - 二期制実施。この年度から、9月末、2月末に通知表配布。
- 2003年（平成15年）
  - 7月4日 - 職員玄関前に花壇整備。
  - 12月19日 - 開校40周年記念児童集会開催。
- 2005年（平成17年）1月12日 - 校内LAN設置工事完了。
- 2007年（平成19年）
  - 3月 - 教育用コンピュータ更新。
  - 4月22日 - 学校教育説明会開催。
  - 6月22日 - 愛の鐘復活。
  - 11月 - この月から、プール横および中庭の芝生張り実施。
- 2008年（平成20年）
  - 8月13日 - 本館普通教室照明改修完了。
  - 11月18日 - 職員室LAN設置。
- 2009年（平成21年）3月6日 - 学校自己評価書の作成と公
- 2010年（平成22年）3月29日 - 学校ICT環境整備事業完了。
- 2011年（平成23年）3月8日 - 電気式焼窯納入。
- 2013年（平成25年）
  - 6月26日 - 航空写真撮影
  - 12月6日 - 開校50周年記念式典挙行し、記念祝賀会開催。
- 2014年（平成26年）
  - 6月24日 - 引き渡し訓練実施。
  - 9月4日 - 第1回学校改築検討協議会開催。
  - 12月16日 - 本通小改築に係る説明会開催。
- 2015年（平成27年）2月24日 - 第3回学校改築検討協議会開催。
- 2016年（平成28年）
  - 4月13日 - プール解体工事開始。
  - 6月 - 校舎改築第1期工事開始[1]。
  - 12月22日 - 寄託図書室移転。
  - 12月9日 - 開放図書館開館セレモニー開催。
- 2017年（平成29年）
  - 3月27日 - 校舎改築第1期工事完了。
  - 4月15日 - 校舎改築第2期工事開始。
  - 6月26日 - 新コンピューター室完成。
  - 7月 - プール（屋外・上屋）工事開始[1]。
  - 12月 - プール（屋外・上屋）工事完了[1]。

## 所在地
- 札幌市白石区平和通9丁目南1番1号